# Histórias de Amor Duram Apenas 90 Minutos
Histórias de Amor Duram apenas 90 Minutos é um filme brasileiro de comédia dramática dirigido por Paulo Halm e lançado em 2010.

## Elenco
- Caio Blat ....  Zeca
- Maria Ribeiro .... Júlia
- Luz Cipriota .... Carol
- Daniel Dantas .... Humberto
- Lúcia Bronstein .... Bagaceira
- Hugo Carvana .... Motorista de Táxi
- Juraciara Diácovo .... Dona Ruth

## Prêmios
FestCine Gôiania
- Ganhou dois prêmios, nas categorias de Melhor Ator (Caio Blat) e Melhor Edição de Som.

Festival de Cinema Luso-Brasileiro de Santa Maria da Feira
- Ganhou o prêmio do Júri Popular

Festival do Rio
- Eleito Melhor Filme de Ficção pelos leitores de O Globo On-line